# Monna Vanna (cuadro de Dante Gabriel Rossetti)
Monna Vanna es un óleo sobre lienzo de 1866 obra de Dante Gabriel Rossetti exhibido en la Tate Britain.

## Historia
La pintura fue inicialmente adquirida por el coleccionista William Henry Blackmore, pasando posteriormente a formar parte de la colección de George Rae, uno de los clientes de Rossetti. La obra fue adquirida tiempo después por Arthur Du Cros y Otto Beit, tras lo cual fue vendida en 1916 a la Tate Gallery a través de la National Art Collections Fund (NACF), formando parte en la actualidad de la colección del museo.

## Composición
El cuadro muestra un retrato de medio cuerpo de una de las modelos más destacadas de Rossetti, Alexa Wilding, con la cabeza girada hacia la parte derecha del marco. La modelo es mostrada con una piel delicada, pálida y luminosa (de acuerdo con el esteticismo predominante del momento) así como con una mirada penetrante, portando un abanico de plumas, el cual sería posteriormente mostrado en Veronica Veronese, y luciendo diferentes clases de joyas (un collar de coral rojo, anillos y pendientes), empleadas por el pintor con el fin de plasmar su técnica pictórica. En el cabello de la dama destacan dos broches con forma de concha, accesorios particularmente apreciados por el artista y utilizados en esta ocasión para enfatizar la composición circular de la obra. En palabras del propio Rossetti, la pintura era «probablemente lo más efectivo como decoración de una habitación que yo haya pintado».

## Título
El título original de la obra era Venus Veneta (Venus Veneciana) en respuesta a los arquetipos clásicos y renacentistas, en particular Tiziano y otros pintores del siglo XVI; en una carta fechada el 27 de septiembre de 1866, Rossetti manifestó que su intención de pintar el cuadro se debía a su ánimo por producir "una dama veneciana en un rico vestido de blanco y oro - en definitiva el ideal veneciano de la belleza femenina". 
Tras terminar el retrato, el pintor lo rebautizó Monna Vanna (Mujer vana), bien con el objetivo de subrayar la vanidad de la vida, bien con el único propósito de enfatizar los orígenes italianos del tema mostrado en la obra. Este nuevo título deriva de un personaje citado en el capítulo XXIV de la Vita Nuova, uno de los libros favoritos de Rossetti, el cual había traducido al inglés en 1848. Esta obra tuvo asimismo un profundo significado a nivel personal en el artista, principalmente por sus alusiones a la primavera, que se ve reflejada en el cuadro gracias al jarrón de flores situado en la parte superior derecha así como en los motivos florales del vestido de la modelo. En 1873, Rossetti rebautizó la pintura de nuevo, esta vez con el nombre de Belcolore debido a que el pintor sentía que el anterior título no plasmaba la modernidad del tema mostrado en el cuadro, si bien dicho título no permaneció por mucho tiempo, siendo Monna Vanna el nombre aceptado actualmente.

## Galería de imágenes (detalles de la obra)

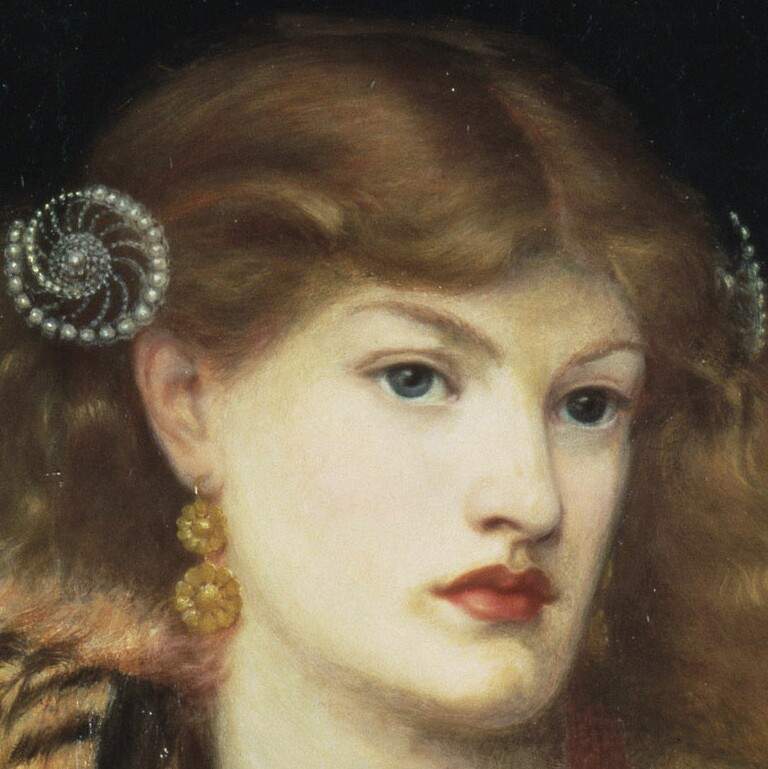
Detalle del rostro de la modelo.
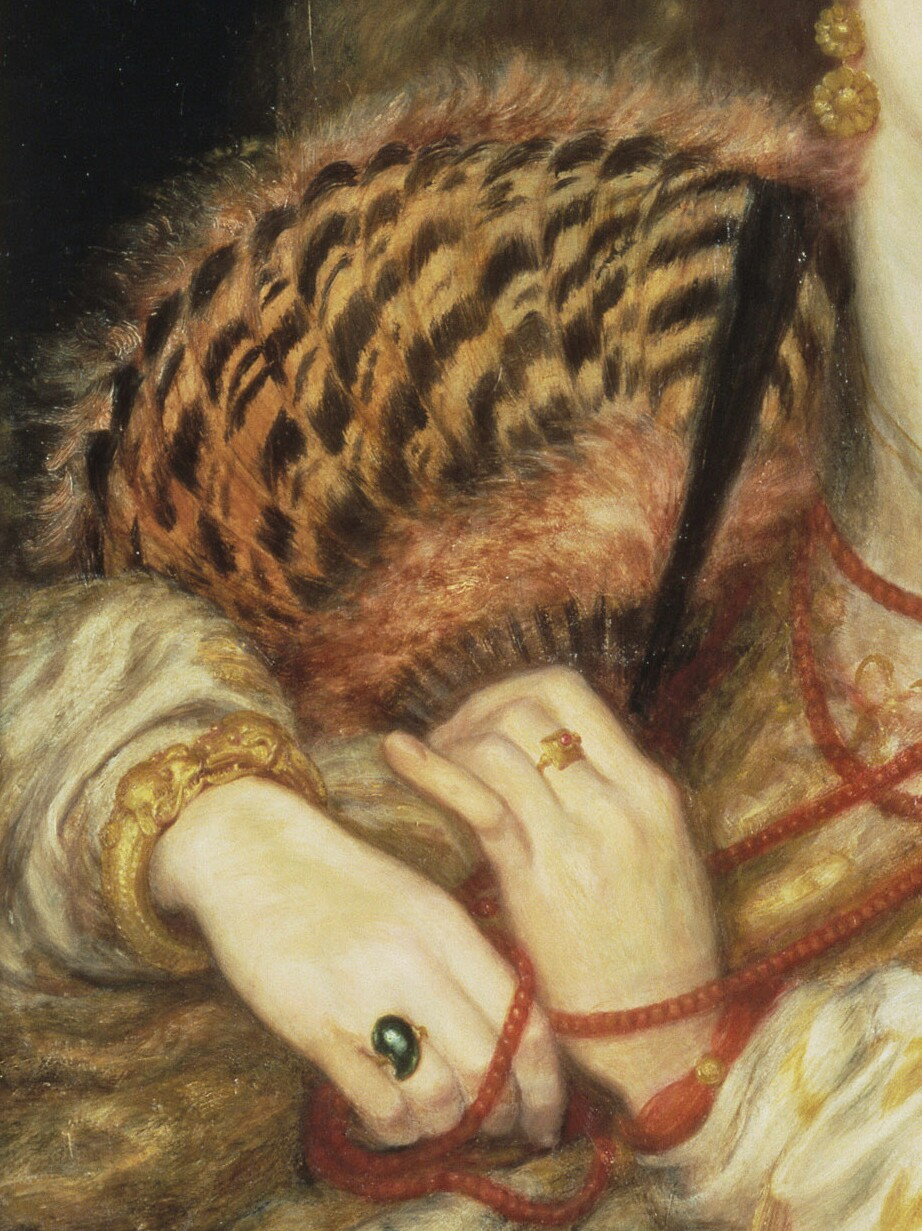
Detalle de las manos y el abanico.
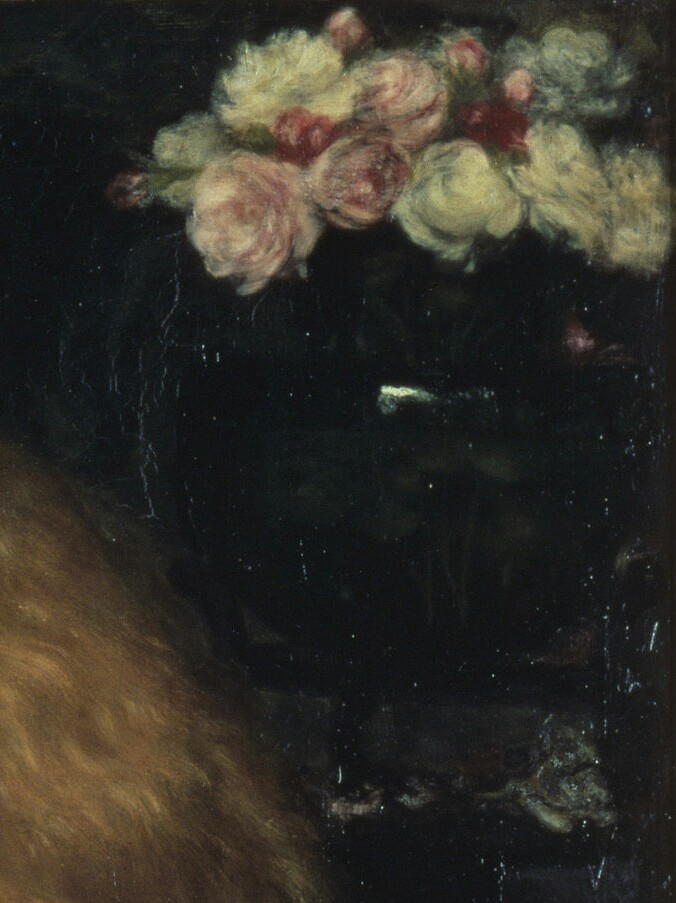
Detalle del jarrón de flores.